# 1988년 K리그
K리그 1988은 K리그의 6번째 시즌이다. 이전 시즌과 같이 5팀이 참가하였다. 1988년 3월 26일 개막하여 1988년 11월 12일에 끝났다. 리그는 단일리그로 진행되었다.

## 시즌 개요

### 참가 구단
| # | 팀명            | 연고지               | 리그 참여년도 | 전년도 순위 |
| - | --------------- | -------------------- | ------------- | ----------- |
| 1 | 대우 로얄즈     | 부산직할시, 경상남도 | 1983년        | 우승        |
| 2 | 포항제철 아톰즈 | 경상북도, 대구직할시 | 1983년        | 준우승      |
| 3 | 유공 코끼리     | 경기도, 인천직할시   | 1983년        | 3위         |
| 4 | 현대 호랑이     | 강원도               | 1984년        | 4위         |
| 5 | 럭키금성 황소   | 충청북도, 충청남도   | 1984년        | 5위         |

### 외국인 선수
- 1988시즌 외국인 선수 규정은 2명 보유, 2명 출전이었다.
- 볼드체가 되어 있는 선수는 시즌 중 입단한 선수이다.

| 클럽            | 선수 1 | 선수 2 | 시즌 중 퇴단 선수 |
| --------------- | ------ | ------ | ----------------- |
| 유공 코끼리     |        |        |                   |
| 포항제철 돌핀스 |        |        |                   |
| 대우 로얄즈     |        |        |                   |
| 럭키금성 황소   |        |        |                   |
| 현대 호랑이     |        |        |                   |

## 시즌 순위

### 정규시즌 순위
| 순위 | 팀              | 경기수 | 승 | 무 | 패 | 득 | 실 | 차 | 승점 |
| ---- | --------------- | ------ | -- | -- | -- | -- | -- | -- | ---- |
| 1    | 포항제철 아톰즈 | 24     | 9  | 9  | 6  | 28 | 25 | 3  | 27   |
| 2    | 현대 호랑이     | 24     | 10 | 5  | 9  | 30 | 25 | 5  | 25   |
| 3    | 유공 코끼리     | 24     | 8  | 8  | 8  | 25 | 24 | 1  | 24   |
| 4    | 럭키금성 황소   | 24     | 6  | 11 | 7  | 22 | 29 | -7 | 23   |
| 5    | 대우 로얄즈     | 24     | 8  | 5  | 11 | 28 | 30 | -2 | 21   |

## 우승 구단
| 한국프로축구대회 우승                       |
| ------------------------------------------- |
| 포항제철 아톰즈                             |
| 1986년 축구대제전 · 1988년 한국프로축구대회 |
| 제6대 대한민국 챔피언 (2회 우승)            |
| 1986년･198년                                |

## 시즌 통계

### 개인 기록
| 순위 | 이름   | 클럽            | 득점 | 경기 |
| ---- | ------ | --------------- | ---- | ---- |
| 1    | 이기근 | 포항제철 아톰즈 | 12   | 23   |
| 2    | 함현기 | 현대 호랑이     | 10   | 23   |
| 3    | 신동철 | 유공 코끼리     | 8    | 23   |
| 4    | 이학종 | 현대 호랑이     | 7    | 17   |
| 5    | 황보관 | 유공 코끼리     | 7    | 23   |
| 6    | 이태호 | 대우 로얄즈     | 5    | 12   |
| 7    | 조긍연 | 포항제철 아톰즈 | 5    | 15   |
| 8    | 최태진 | 대우 로얄즈     | 5    | 22   |
| 9    | 김용세 | 유공 코끼리     | 4    | 11   |
| 10   | 윤상철 | 럭키금성 황소   | 4    | 18   |

| 순위 | 이름   | 클럽            | 도움 | 경기 |
| ---- | ------ | --------------- | ---- | ---- |
| 1    | 김종부 | 포항제철 아톰즈 | 5    | 15   |
| 2    | 함현기 | 현대 호랑이     | 5    | 23   |
| 3    | 황보관 | 유공 코끼리     | 5    | 23   |
| 4    | 강득수 | 럭키금성 황소   | 5    | 23   |
| 5    | 김상호 | 포항제철 아톰즈 | 4    | 15   |
| 6    | 변병주 | 대우 로얄즈     | 3    | 11   |
| 7    | 이태호 | 대우 로얄즈     | 3    | 12   |
| 8    | 하재훈 | 유공 코끼리     | 3    | 15   |
| 9    | 강재순 | 현대 호랑이     | 3    | 22   |
| 10   | 안기철 | 대우 로얄즈     | 3    | 23   |

## 수상

#### 최우수선수상
박경훈 (포항제철 아톰즈)

#### 득점상
이기근 (포항제철 아톰즈)

#### 도움상
김종부 (포항제철 아톰즈)

#### 신인선수상
황보관 (유공 코끼리)

#### 우수골키퍼상
오연교 (현대 호랑이)

#### 베스트 11
골키퍼: 오연교 (현대 호랑이)
수비수: 최강희 (현대 호랑이), 최태진 (대우 로얄즈), 손형선 (대우 로얄즈), 강태식 (포항제철 아톰즈)
미드필더: 최진한 (럭키금성 황소), 김상호 (포항제철 아톰즈), 황보관 (유공 코끼리)
공격수: 이기근 (포항제철 아톰즈), 함현기 (현대 호랑이), 신동철 (유공 코끼리)

#### 감독상
이회택 (포항제철 아톰즈)

#### 감투상
최진한 (럭키금성 황소), 손형선 (대우 로얄즈)

#### 모범상
최강희 (현대 호랑이)

#### 심판상
이도하